# مارفين بلاتنهارت
مارفين بلاتنهارت (بالألمانية: Marvin Plattenhardt) (مواليد 26 يناير 1992) هو لاعب كرة قدم ألماني ، يلعب حاليًا لنادي هرتا برلين الألماني في مركز الظهير الأيسر.

## مسيرته الكروية
لعب مارفين بلاتنهارت خلال مسيرته الاحترافية مع 3 أندية في أربعة عشر موسمًا وسجل خلالها 8 أهداف ضمن 256 مباراة. ولم يفز بأي موسم بالكأس أو بالدوري.
خاض مارفين بلاتنهارت مسيرته مع 1. FC Nürnberg II ‏ في موسم 2009–10 ليلعب معه أربعة مواسم، مشاركًا في 46 مباراة ولم يسجل أي هدف. ثم انتقل إلى نادي نورنبرغ في موسم 2010–11 ليلعب معه أربعة مواسم، حيث شارك في 63 مباراة سجل خلالها هدفين. لينتقل بعدها إلى SG Gesundbrunnen Berlin ‏ في موسم 2014–15 ليلعب معه ستة مواسم، مشاركًا في 147 مباراة سجل خلالها 6 أهداف.

## روابط خارجية
- مارفين بلاتنهارت على موقع الاتحاد الدولي (مؤرشف)  (الإنجليزية)
- مارفين بلاتنهارت على موقع الاتحاد الأوربي (الإنجليزية)
- مارفين بلاتنهارت على موقع قاعدة بيانات كرة القدم.إي يو (الإنجليزية)
- مارفين بلاتنهارت على موقع بيانات كرة القدم. دي إي (الألمانية)
- مارفين بلاتنهارت على موقع ناشيونال فوتبول تيمز (الإنجليزية)
- مارفين بلاتنهارت على موقع Soccerway.com (الإنجليزية)
- مارفين بلاتنهارت على موقع عالم كرة القدم.نت (الإنجليزية)
- مارفين بلاتنهارت على موقع AS.com (الإسبانية)